# Реј Сантили
Реј Сантили (енгл. Ray Santilli, Лондон, 30. септембар 1958) је британски музичар, продуцент плоча и филма. Рођен је и одрастао је у Лондону, a био је син италијанских имиграната. Сантили је започео своју професионалну каријеру 1974. године као музичар, продуцент плоча и дистрибутер музике. Продуцирао је велики број филмова у периоду од 1994. до 2013. године, а најпознатији је по експлоатацији контроверзних снимака "ванземаљске обдукције" 1995. године и предмету Варнерсовог филма Ванземаљска обдукција.